# Масерија Лазеђара (Потенца)
Масерија Лазеђара (итал. Masseria Laseggiara) је насеље у Италији у округу Потенца, региону Базиликата.
Према процени из 2011. у насељу је живело 45 становника. Насеље се налази на надморској висини од 937 м.